# Francisco Silva Silva
Francisco Eduardo Silva Silva (Santiago, 1852-1931) fue un abogado y político chileno.

## Biografía
Hijo de Cayetano Silva Landaeta y Carmen Silva. Contrajo matrimonio con Antonia Prado Castillo.
Realizó sus estudios en el Instituto Nacional y en la Facultad de Derecho de la Universidad de Chile, donde se graduó de abogado (1876). Se dedicó a su profesión y a la política.

## Carrera política
Se incorporó al Partido Radical.
Fue elegido diputado en propiedad, representando a San Fernando (1891-1894). Durante este período, formó parte de la comisión permanente de Constitución, Legislación y Justicia.